# 선원강당
선원강당(仙源講堂)은 경상북도 안동시 풍천면 가곡리에 있는 건축물이다. 1985년 8월 5일 경상북도의 문화재자료 제35호로 지정되었다.

## 개요
화산 권주가 공부하던 곳을 기념하기 위해 세운 강당이다.
권주(1457∼1505)는 조선 전기의 문신으로 성종 11년(1480)에 과거에 급제하여 관직에 올라 도승지 등 많은 벼슬자리를 거쳤으며, 중국어에 능통하여 대명외교에도 일익을 담당하였다. 그가 죽은 뒤인 중종 1년(1506)에는 나라에서 우참찬의 직함을 내리기도 했다.
이 강당은 후손들이 지은 것이나, 지은 시기를 정확하게 알 수 없고 조선 헌종 9년(1843)에 다시 지었다고 한다.
강당 규모는 앞면 4칸·옆면 2칸이며, 지붕은 옆면에서 볼 때 여덟 팔(八)자 모양인 화려한 팔작지붕이다. 가운데 4칸은 대청마루로 꾸몄고 좌우 2칸은 방으로 구성하였다.

## 참고 자료
- 선원강당 - 국가유산청 국가유산포털